# Max-Josef Pemsel
Max-Josef Pemsel (Ratisbona, 15 gennaio 1897 – Monaco di Baviera, 30 giugno 1985) è stato un generale tedesco.

## Biografia
Max-Josef Pemsel nacque il 15 gennaio 1897 a Ratisbona, in Baviera, ed entrò in servizio nella Reichswehr nell'aprile del 1916 come volontario, prendendo parte alla prima guerra mondiale, assegnato all'11º reggimento di fanteria di riserva della Bayerische Armee, dislocata sul fronte occidentale. Il 30 aprile 1918 venne promosso tenente e, dopo l'armistizio, rimase in servizio nella Reichswehr, entrando, nel 1935, nello stato maggiore della 1ª divisione da montagna.
Durante la seconda guerra mondiale combatté su vari fronti: nel 1941 durante l'invasione della Jugoslavia occupò il ruolo di capo di stato maggiore del XVIII corpo d'armata e, nel 1944, venne promosso tenente generale e nominato capo di stato maggiore della 7ª Armata, coordinando la prima risposta tedesca allo sbarco in Normandia. Nell'agosto 1944 Pemsel fu trasferito in Finlandia e gli venne affidato il comando della 6ª divisione di montagna, comando che mantenne fino al 19 aprile 1945.
Il 9 dicembre 1944 Pemsel ricevette la croce di cavaliere della Croce di ferro e, nell'aprile del 1945, venne trasferito in Italia, come capo di stato maggiore della Armee Ligurien, arrendendosi agli Alleati il 26 aprile 1945, rimanendo prigioniero di guerra fino all'aprile del 1948.
Il 26 aprile 1956 Pemsel entrò nella Bundeswehr con il grado di generale e gli venne affidato il comando del Wehrbereich VI (sesto distretto militare) con sede a Monaco di Baviera; il 1º aprile 1957 venne promosso comandante generale del II corpo d'armata, di stanza a Ulma, ed il 30 gennaio 1958 venne promosso tenente generale.
Pemsel si ritirò il 30 settembre 1961 e morì il 30 giugno 1985 a Monaco di Baviera, venendo sepolto nel cimitero Nordfriedhof.

## Cultura di massa
- Il giorno più lungo (The Longest Day), regia di Ken Annakin, Andrew Marton e Bernhard Wicki (1962), interpretato dall'attore tedesco Wolfgang Preiss.